# Паньков, Вадим Иванович
Вади́м Ива́нович Панько́в (род. 2 января 1968, Гомель, Гомельская область, БССР, СССР) — российский военачальник. Командир 45-й отдельной гвардейской бригады специального назначения с 2012 года. Участник Первой и Второй чеченских войн. Герой Российской Федерации (2001), гвардии генерал-майор (17.02.2023). Почётный гражданин Московской области (2024)

## Биография
Родился 2 января 1968 года в городе Гомель Белорусской ССР, там же окончил среднюю школу № 38.
- В 1986 году поступил на службу в Советскую армию, в Киевское высшее общевойсковое командное училище имени М. В. Фрунзе[3], которое окончил в 1990 году.
- С 1990 года — командир разведвзвода 75-й мотострелковой дивизии в Закавказье (Нахичевань).
- 1992—1993 гг. — командир группы специального назначения 2 батальона 9 отдельной бригады специального назначения (в/ч 83483, г. Кировоград, Украина) Южного оперативного командования (г. Одесса, Украина) ВС Украины.
- С конца 1993 года — командир группы специального назначения в 218-м отдельном батальоне специального назначения Московского военного округа.
- С 1994 года — командир группы, после — заместитель командира отряда и командир отряда специального назначения. Участник ликвидации межнациональных вооружённых конфликтов, первой и второй чеченских войн. В январе 1995 года был тяжело ранен в голову в Чеченской республике.
- С 2000 года — заместитель командира 45-го отдельного разведывательного полка (город Кубинка Московской области).
- В 2001 году Указом Президента Российской Федерации от 4 августа 2001 года за мужество и героизм, проявленные при выполнении воинского долга на территории Северо-Кавказского региона, подполковнику Панькову Вадиму Ивановичу присвоено звание Героя Российской Федерации с вручением медали «Золотая звезда» (№ 732).
- В 2007 году — старший офицер разведывательного отдела штаба Воздушно-десантных войск, в том же году возвращён на должность заместителя командира 45-го отдельного разведывательного полка.
- В июне 2012 года стал дипломантом вручаемой «Союзом десантников России» совместно с Союзом ветеранов военной разведки Премии «Общественное признание» в номинации «Служба Родине в Воздушно-десантных войсках и войсках специального назначения»[4].
- С августа 2012 года — командир 45-й отдельной гвардейской бригады специального назначения.
- Указом президента России от 17 февраля 2023 года присвоено воинское звание генерал-майор[5].

Награждён  орденом «За заслуги перед Отечеством» IV степени с мечами,  двумя  орденами Мужества, орденом «За военные заслуги», медалями.